# De apotheose van Washington
De apotheose van Washington is een fresco in de koepel van het Capitool in de stad Washington.

## Achtergrond
Het Capitool, huis van de Amerikaanse volksvertegenwoordiging, werd eind 18e eeuw gebouwd. In latere jaren werd het geregeld verbouwd en uitgebreid. Aan de huidige koepel, een ontwerp van Thomas U. Walter, werd gebouwd tussen 1855 en 1866. De totale koepel is opgebouwd uit twee koepels. Door een oculus in de binnenste koepel, kan men de fresco in de buitenste koepel zien. Aan het eind van de Amerikaanse Burgeroorlog werkte huisschilder Constantino Brumidi elf maanden aan de fresco. De schildering is aangebracht op een hoogte van 55 meter vanaf de vloer van de rotunda van het Capitool en is 433,3 m² groot. De figuren zijn tot 4,6 meter hoog.
De voorstelling speelt een rol in Dan Browns boek Het Verloren Symbool (2009) en wordt opnieuw aangehaald in Inferno (2013), wanneer Robert Langdon in Florence De apotheose van Cosimo I ziet.

## Symboliek

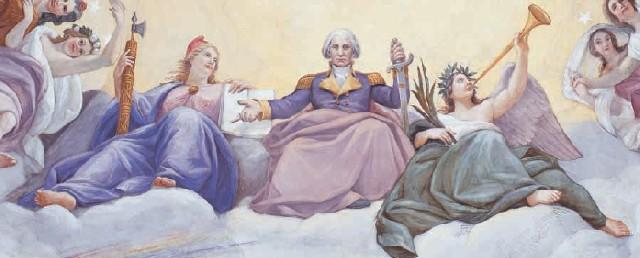
Washington te midden van Victoria en Libertas

De schildering verbeeldt de verheffing tot god (apotheose) van oud-president George Washington. Washington, afgebeeld in koninklijk paars, zit tussen de godinnen Victoria en Libertas. Zij zitten in een kring met dertien jonge vrouwen, symbool voor de toenmalige dertien koloniën.
Om hen heen zijn zes allegorische taferelen aangebracht met mythologische figuren en mensen en voorwerpen uit de Amerikaanse geschiedenis. De zes taferelen verbeelden de oorlog, wetenschap, zeevaart, handel, techniek en landbouw.